# إبراهيم العلوي
إبراهيم العلوي (مواليد 10 أكتوبر 1991، لاعب كرة قدم إماراتي يجيد اللعب كظهير أيمن.
تدرج في نادي الوحدة في الفئات السنية و وصل للفريق الأول عام 2011 و إنتقل إلى نادي الوصل عام 2013 و انتقل إلى نادي الفجيرة عام 2014 و انتقل إلى نادي الظفرة عام 2016 و لعب معهم موسمين و غاب لفترة و عاد للعب مع نادي حتا في عام 2022.